# Ентоні Джошуа — Енді Руїз
Ентоні Джошуа проти Енді Руїса-молодшого (англ. Anthony Joshua vs. Andres Ruiz Jr) — професійний боксерський дванадцятираундовий поєдинок у важкій вазі за титули чемпіона світу за версіями WBA Super, WBO, IBF, IBO, якими володів Ентоні Джошуа. Бій відбувся 1 червня 2019 року в спортивному комплексі Madison Square Garden у Нью-Йорку, США. Для Джошуа цей поєдинок став першим, що пройшов за межами Великої Британії, і першою поразкою в професіональній кар'єрі.

## Хід бою
Джерело:
З самого початку бою Джошуа почав викидати джеби (прямі удари), при цьому йому не вдавалося утримувати суперника на дальній дистанції, яка була найбільш зручною для нього, і маневрувати в рингу. Спортивний журналіст Олександр Біленький відзначав, що Енді Руїз починаючи з першого раунду бачив всі нанесені і пропущені удари. На початку другого раунду Руїз зумів скоротити дистанцію і завдати акцентованого удару в підборіддя опонента. Протягом усього часу Руїз намагався заволодіти ініціативою і намагався відповідати ударом на удар. У тому ж раунді стало помітно, що Руїз, незважаючи на свою комплекцію, має перевагу в швидкості, і що в його захисті є «невелика дірка під лівий боковий». В кінці раунду британець спробував пробити кілька акцентованих ударів, які не дійшли до цілі.
У другій половині першої хвилини третього раунду Ентоні Джошуа потрапив по супернику лівим хуком, за яким послідували удар з правої руки і двохударна комбінація — правий аперкот (удар знизу) і короткий джеб з лівої руки. Після цих ударів, за 2 хвилини 17 секунд до закінчення раунду Енді Руїз опинився в першому за всю свою професіональну кар'єру нокдауні. Руїз зумів піднятися на рахунок «п'ять». Відразу ж після відновлення поєдинку Джошуа спробував добити противника і скоротив дистанцію. Однак Руїзу вдалося влучити по ньому бічними ударами з обох рук, і за 1 хвилину 46 секунд до закінчення раунду Джошуа опинився в нокдауні. Після того як Джошуа піднявся, він спробував клінчувати суперника для того, щоб відновитися. В останні 15 секунд раунду Руїз несподівано для Джошуа пішов в атаку, і, затиснувши його в кутку, завдав ряд акцентованих ударів, які призвели до того, що за 5 секунд до закінчення раунду Джошуа виявився в другому нокдауні і «ледь не полетів за канати» .
У четвертому-шостому раундах обидва боксери відновлювалися: «чемпіон намагався повернути собі ноги і холоднокровність, претендент — дихалку». До цього часу стало помітно, що Енді Руїз володіє кращим відчуттям дистанції, ніж Джошуа. У тих же раундах Руїз продемонстрував свій характер, він намагався відповідати кількома ударами на кожен пропущений удар. Спортивний журналіст Євген Пилипенко відзначав, що, згинаючись під атаками претендента, Джошуа давав йому можливість пробивати по маківці.
У сьомому раунді Джошуа спробував пробити кілька прямих ударів по корпусу Руїза. Через кілька секунд після цього Руїз несподівано для чемпіона почав атаку, яка призвела до того, що через 33 секунди після початку раунду Джошуа втретє опинився на настилі рингу. Однак Ентоні зумів піднятися і поєдинок був продовжений. Після поновлення бою Джошуа кілька разів пробив точні удари по Руїзу, але особливого успіху це йому не принесло. Менш ніж за дві хвилини до закінчення раунду Руїз знову провів серію акцентованих ударів, після якої Джошуа виявився в четвертому нокдауні за бій. Чемпіон знову піднявся і пішов в синій кут. Рефері бою Майкл Гріффін задав Джошуа кілька питань, після чого зупинив поєдинок. У підсумку перемога технічним нокаутом в сьомому раунді була присуджена Енді Руїзу.